# Dorfkirche Gospenroda

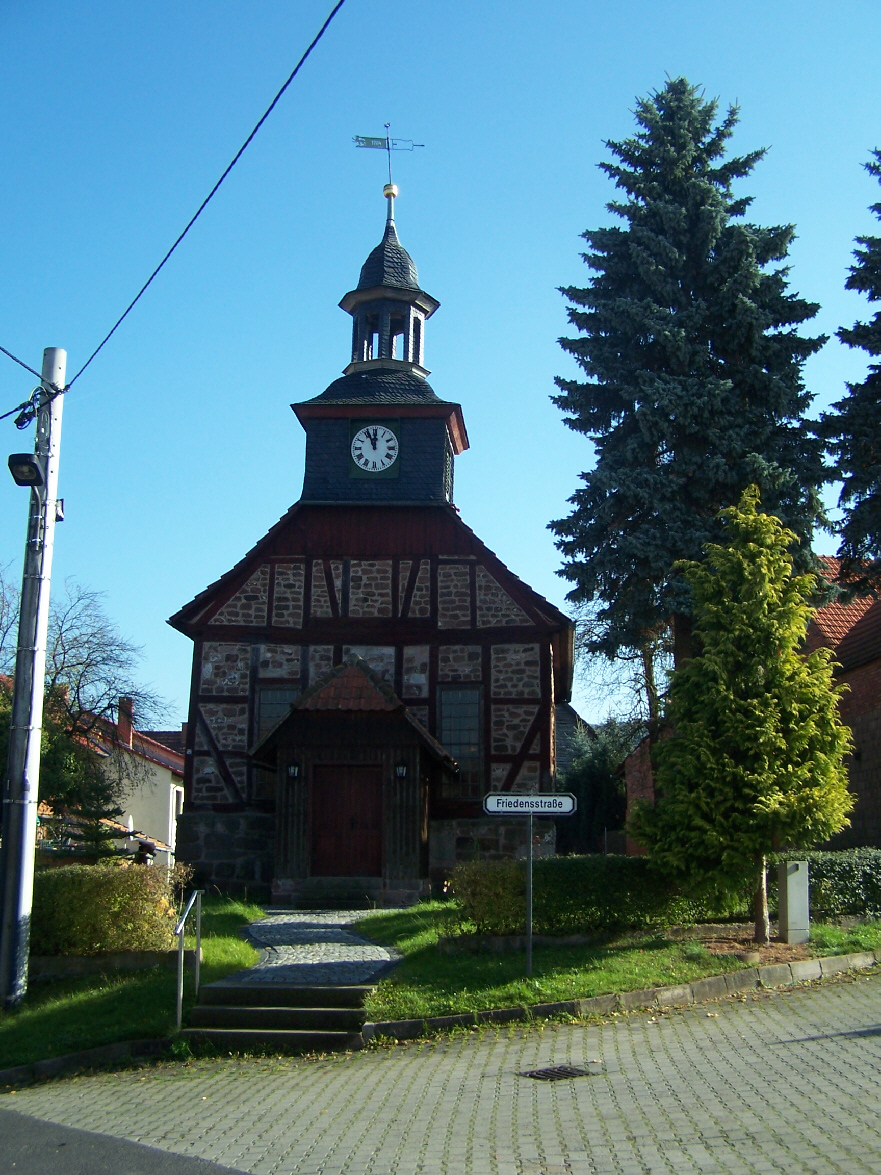
Die Kirche

Die evangelisch-lutherische Dorfkirche Gospenroda steht im Ortsteil Gospenroda der Stadt Werra-Suhl-Tal im Wartburgkreis in Thüringen. Sie gehört zum Pfarrbereich Fernbreitenbach-Gospenroda mit Sitz in Fernbreitenbach, im Kirchenkreis Eisenach-Gerstungen der Evangelischen Kirche in Mitteldeutschland.
Die geostete Kirche befindet sich an der Friedensstraße und wurde 1784 im Fachwerkstil erbaut. Bibelverse schmücken die Brüstungsfelder in der Empore. Der Altarraum ist mit modernen Wandgemälden geschmückt. In den 1980er Jahren sollte die kleine Kirche wegen Baufälligkeit abgerissen werden. Die Dorfbewohner retteten ihre Kirche.